# Cecilio Pizarro
Cecilio Pizarro (Toledo, 1825 - Madrid, 16 d'agost de 1886) va ser un pintor i dibuixant espanyol.

## Biografia
Nascut a Toledo, va ser deixeble de l'Acadèmia de Belles Arts de Santa Isabel de Toledo i de la de Sant Ferran de Madrid. Mentre residia a Toledo, va guanyar en les Exposicions anuals de l'Acadèmia de Santa Isabel quatre medalles de plata, per la qual cosa la seva junta directiva li va nomenar ajudant dels seus estudis, per a absències i malalties dels professors.
En aquella època va fer diversos dibuixos per a l'obra España artística y monumental, dirigida per Jenaro Pérez Villaamil; va pintar també algunes decoracions per al teatre d'aquella ciutat, i diferents quadres a l'oli dels monuments artístics de Toledo, com la Capilla de D. Álvaro de Luna, Santa María la Blanca, Claustro de San Juan de los Reyes, Capilla de los caballeros Francos, i un gran nombre d'esbossos, natures mortes i retrats, que es conserven en poder de particulars. La Societat Econòmica d'Amics del País de Toledo el va admetre igualment com membre.
Va ser nomenat el 1864 conservador del Museu Nacional de Pintura i Escultura.
Va morir el 16 d'agost de 1886 a Madrid i va ser enterrat al cementiri la Sacramental de San Lorenzo y San José.

## Obres

### Dibuixos i litografies
Traslladat a Madrid el 1848, es va dedicar amb especialial al dibuix sobre fusta per gravar, encara que fent també força litografies i aiguaforts per a les obres Historia de España, edició de Gaspar i Roig, Semanario Pintoresco Español, La Ilustración, El Museo Universal, El Arte en España, Recuerdos y bellezas de España, Historia de Madrid d'Amador de los Ríos, Monumentos arquitectónicos de España, Animales célebres, La educación pintoresca, La lectura para todos, Manual de Madrid, Historia del Escorial de Rotondo, Iconografía española de Valentín Cardedera Solano, Reyes contemporáneos, Album artístico de Toledo, Estado Mayor del ejército español, Nuevo viajero universal i diverses novel·les.
Va realitzar també diferents vistes de monuments, retrats i aquarel·les per a alguns aficionats de Madrid i estrangers, així com una multitud de dibuixos, especialment gòtics, per a argenters, tallistes, fusters i manyans. També va pintar 36 pintures a l'oli per encàrrec de Lord Howden, ambaixador anglès a Espanya, que va ser el seu «protector particular». Va representar en ells els monuments més notables de Toledo, El Escorial, Guadalajara, Madrid, Aranjuez i diversos costums i tipus d'Espanya.

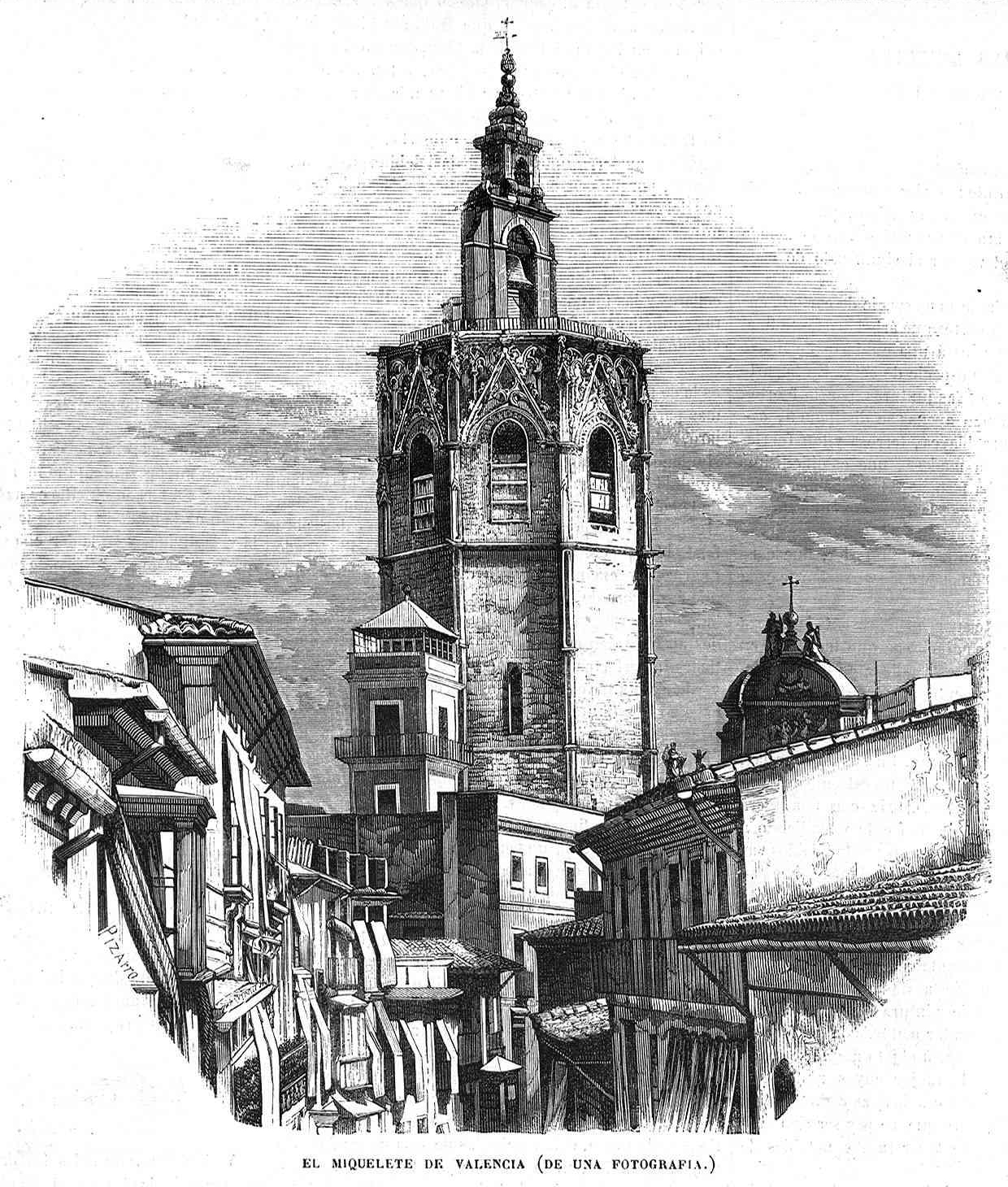
El Miquelete de Valencia
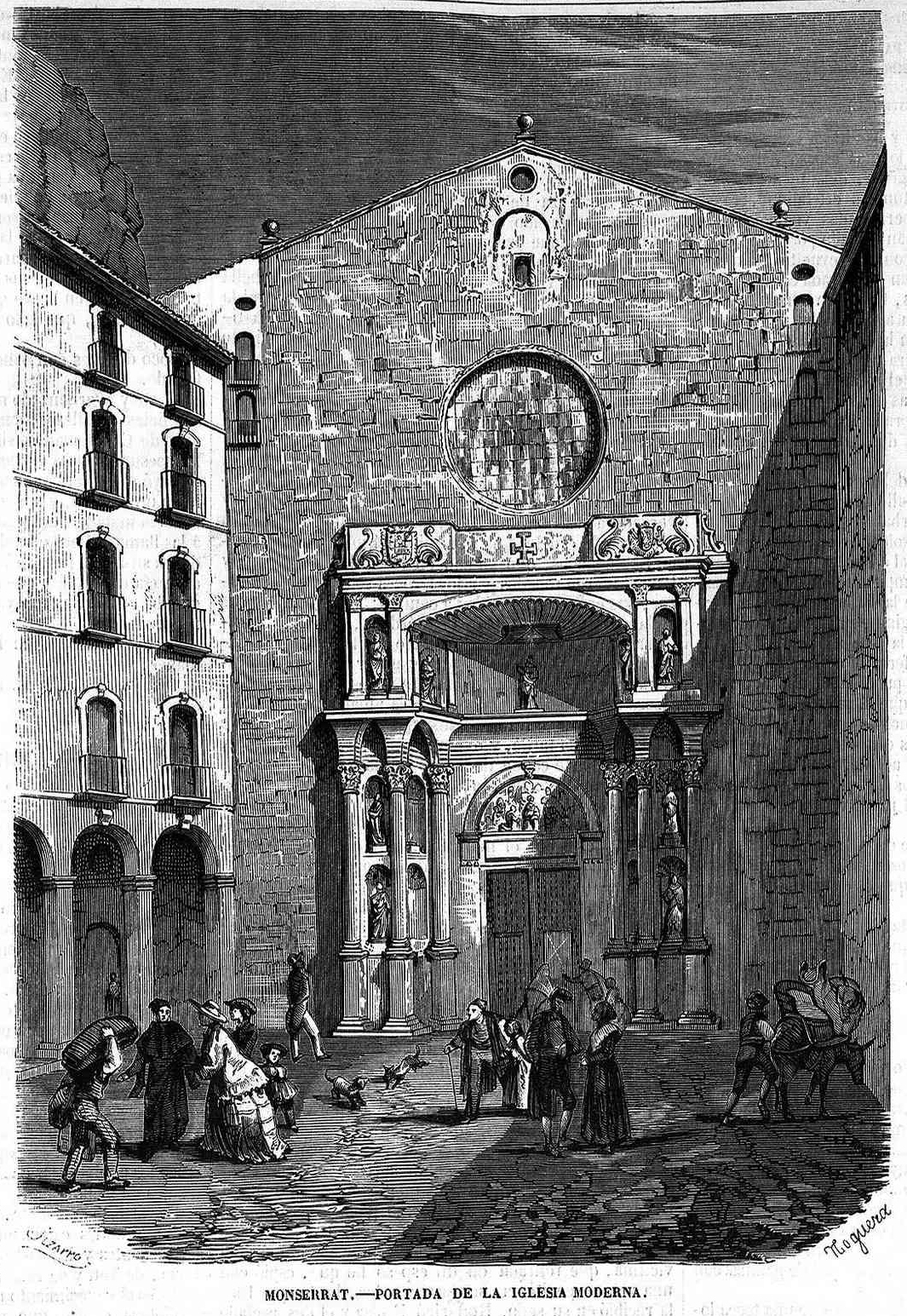
Montserrat, portada de la iglesia moderna
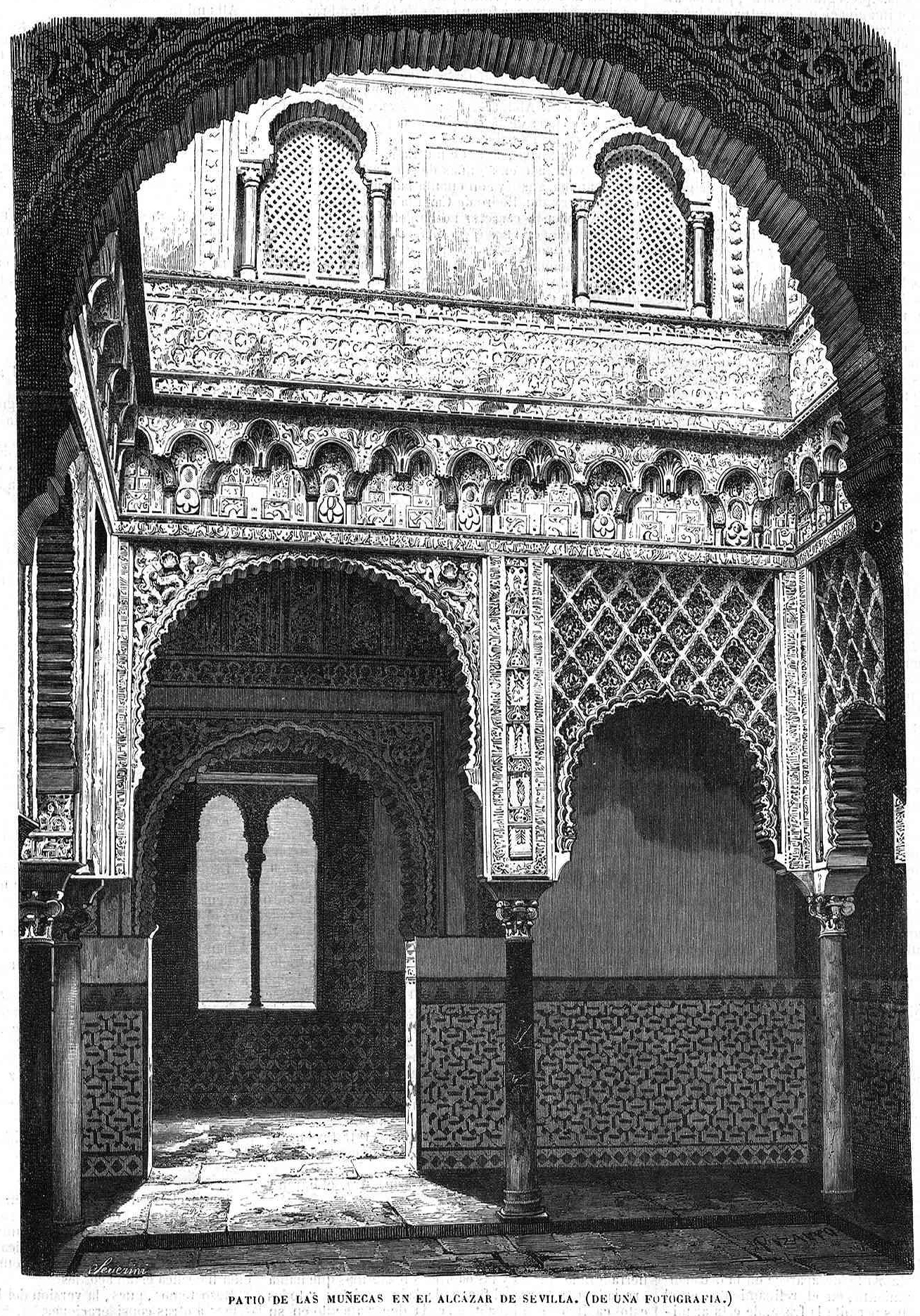
Patio de las Muñecas en el Alcázar de Sevilla
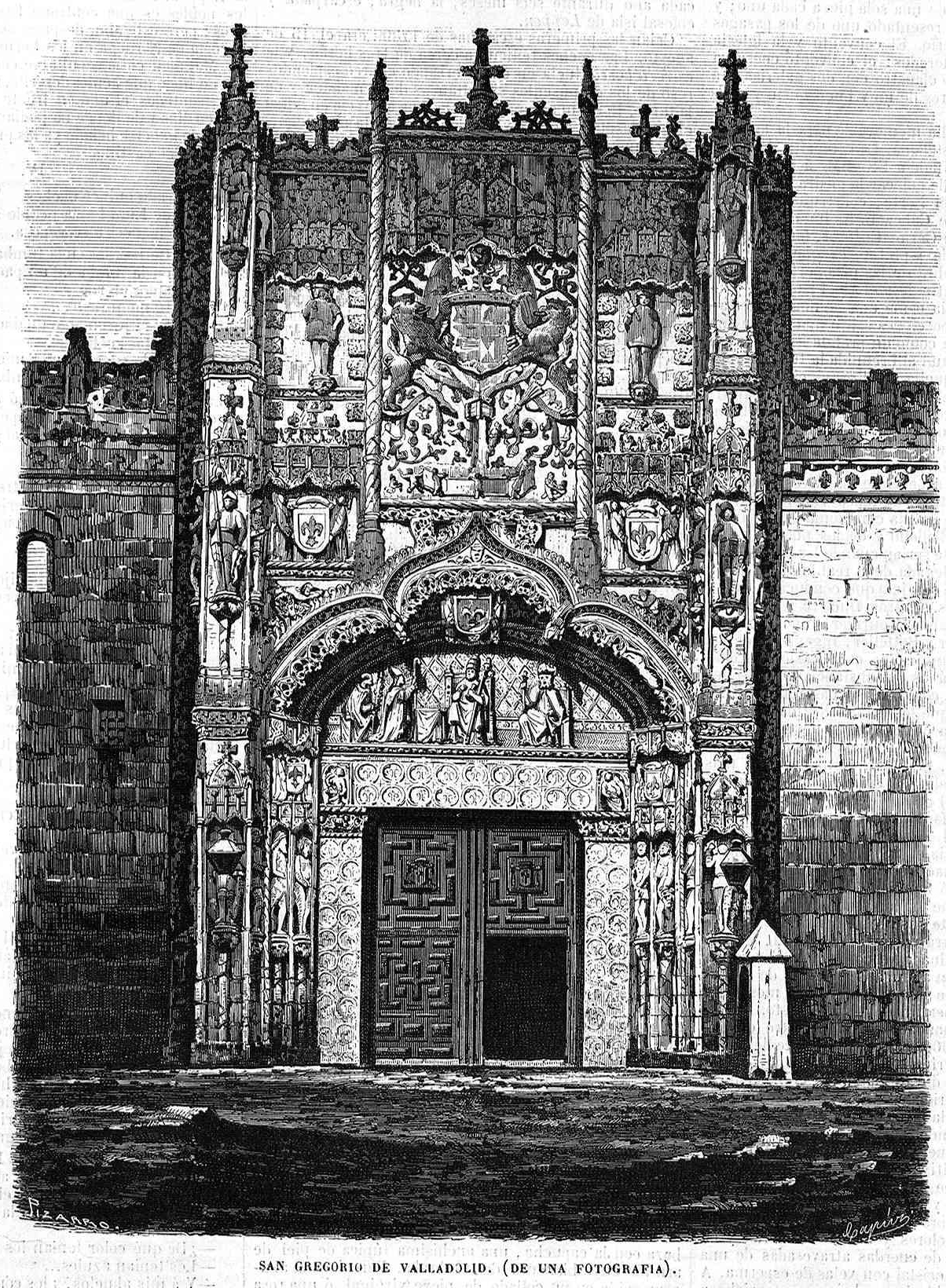
San Gregorio de Valladolid
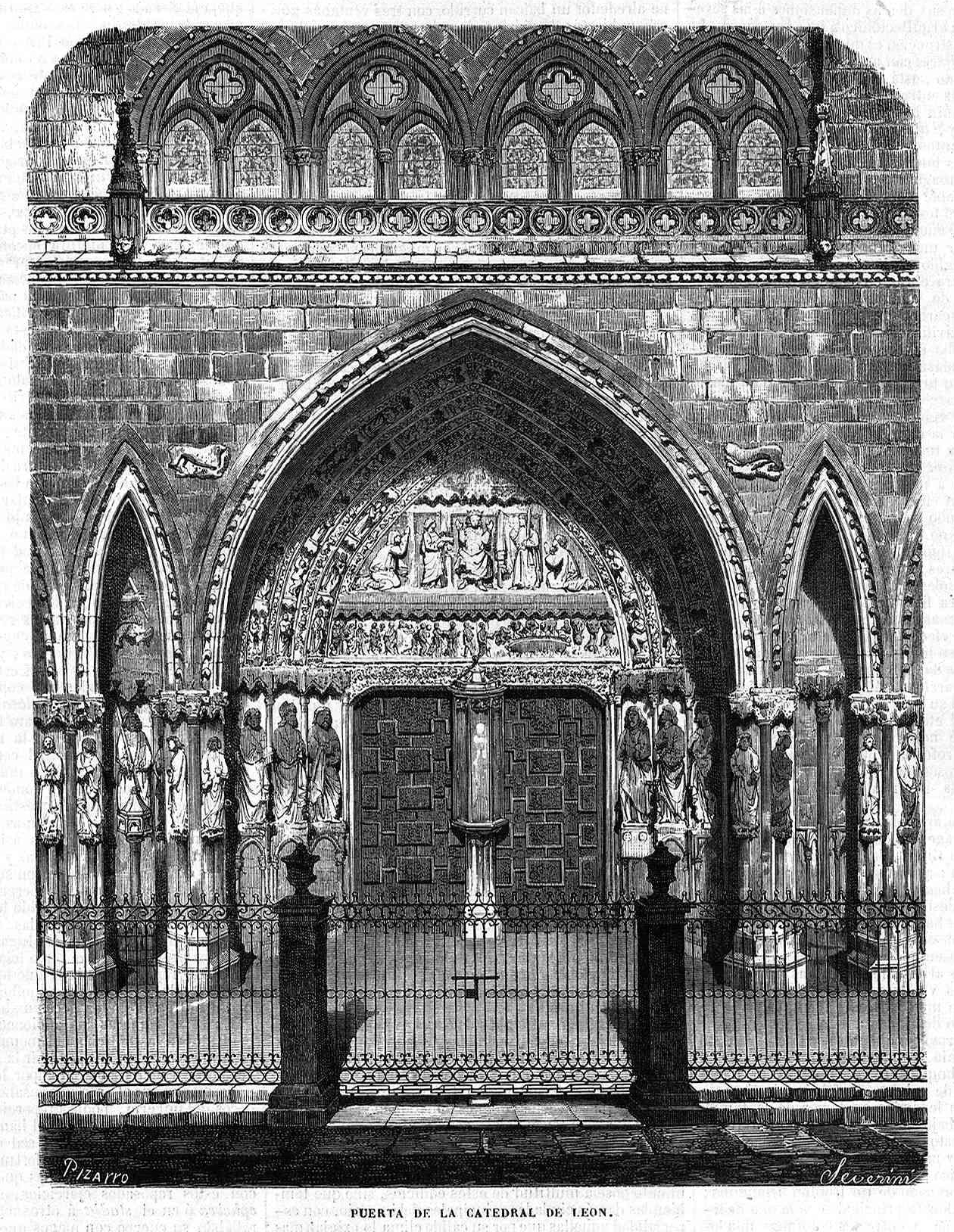
Puerta de la catedral de León

### Pintures a l'oli
Entre les seves obres es troben: 
- Ruinas de un sepulcro gótico llenç que va figurar a l'Exposició Nacional de 1858;
- Vista del Palacio de Galiana en las huertas del Rey en Toledo, exposat a la de 1862 i premiat amb una medalla de tercera classe;
- Ayer y hoy, que ha figurat a la de 1864 i va ser adquirit pel Museu Nacional;
- Un billete amoroso i Puerta árabe en el puente de Alcántara de Toledo, que van figurar a l'exposició de 1866 i van ser adquirides com l'anterior per al Museu Nacional, la primera va ser agraciada amb una consideració de medalla de tercera classe, posteriorment va figurar a l'Exposició Provincial de Toledo el 1866, on va assolir una medalla de plata;
- Molinos de San Servando de Sevilla i diversos esbossos executats en les sessions nocturnes de la Societat protectora de Belles Arts, fundada per Antonio Maria Esquivel entre els quals va destacar Una monja asomada a la ventana de un claustro.[3]